# Anna Florian
Anna Florian (Bolzano, 23 maggio 1989) è una hockeista su ghiaccio italiana.

## Biografia
Ha esordito nella massima serie giovanissima, nella stagione 2003-2004, con la maglia del Merano femminile. Ha giocato poi per tre stagioni con l'HC Eagles Bolzano, con cui ha vinto due scudetti e il bronzo nella EWHL 2005-2006.
Rimasta per qualche tempo lontana dal ghiaccio, a partire dalla stagione 2009-2010 ha giocato con la maglia dell'HC Lakers (squadra inizialmente basata ad Appiano sulla Strada del Vino, e a partire dal 2013 ad Egna).

## Palmarès
- Campionato italiano femminile: 2

Eagles Bolzano: 2004-2005, 2005-2006